# Joseph Huet
Joseph Huet (Parigi, 30 settembre 1827 – La Vacherie, 23 febbraio 1903) è stato uno zoologo francese, esperto tassidermista, si interessò soprattutto di mammologia.

## Biografia
Figlio di un incisore su rame, nel 1844 Huet venne assunto dal Museo nazionale di storia naturale di Francia. Nel 1857 divenne secondo preparatore di tassidermia. Nel 1864 sostituì il defunto zoologo Théodore Poortman (1804-1863) come vice capo tassidermista del dipartimento dei mammiferi. Nel 1874 ricoprì brevemente la carica di gallerista prima di diventare vice naturalista presso la cattedra di zoologia dei mammiferi e degli uccelli nel 1876, succedendo ad Alphonse Milne-Edwards, e fu in particolare responsabile della supervisione del serraglio del museo. Si ritirò nel 1890. Era sposato e aveva un figlio.
Al Museo, Huet dedicò la maggior parte del suo tempo all'installazione e alla manutenzione dei preparati. Tuttavia, effettuò anche osservazioni su esemplari viventi, che gli permisero di descrivere diverse nuove specie. Tra le sue pubblicazioni figurano articoli sul tilacino, l'alce, il cobo di Buffon, il cinghiale dalle verruche delle Filippine e l'aluatta dal mantello.
Huet descrisse per la prima volta specie come il cinghiale barbato di Palawan (Sus ahoenobarbus), la talpa dorata del Congo (Huetia leucorhina), il toporagno elefante della Somalia (Galegeeska revoilii), lo scoiattolo del bush color ocra (Paraxerus ochraceus), il ratto di palude dai denti scanalati dell'Angola (Pelomys campanae) e il tasso fetido di Palawan (Mydaus marchei).
Nel 1880 Huet pubblicò la monografia Recherches sur les écureuils Africains, per la quale John Gerrard Keulemans realizzò due cromolitografie.

## Commemorazioni
Nel 1874 padre Armand David battezzò la sottospecie Alcippe morrisonia huetii della fulvetta guancegrigie in onore di Joseph Huet. Nel 1883 Alphonse Trémeau de Rochebrune descrisse la specie di ghiro africano Graphiurus hueti; tuttavia, a causa di dubbi riguardo al luogo di provenienza menzionato da Rochebrune e della mancanza di un olotipo, Peter Grubb e William Frank Harding Ansell nel 1996 hanno considerato il taxon in questione un sinonimo del ghiro africano maggiore (Graphiurus nagtglasii), descritto da Fredericus Anna Jentink nel 1888. Lothar Forcart (1902-1990) istituì nel 1942 il genere Huetia, del quale la talpa dorata del Congo (Huetia leucorhina (Huet, 1885)) è la specie tipo.